# Schwarzwaldverein

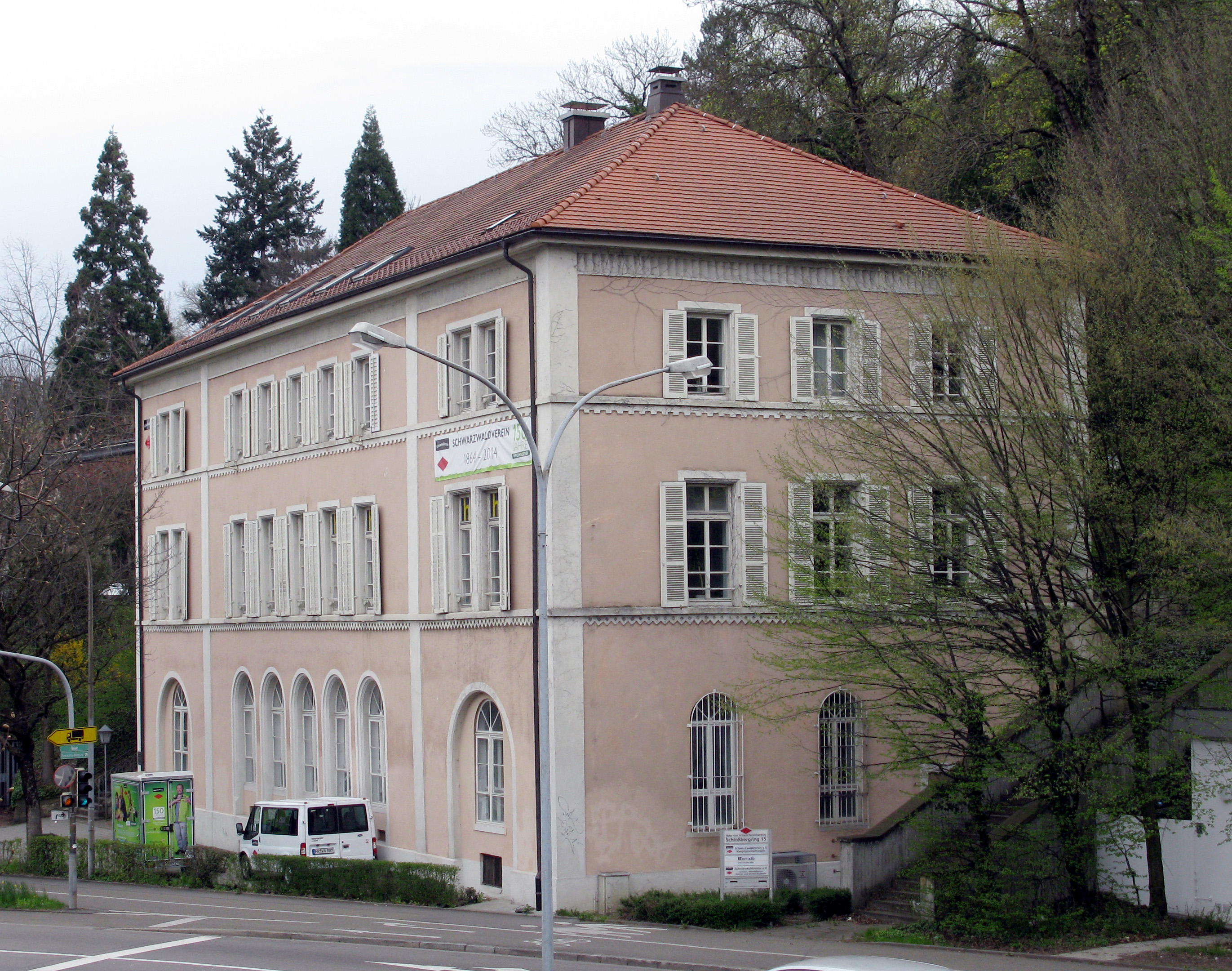
Renzscher Felsenkeller, Sitz und Gründungshaus in Freiburg

Der Schwarzwaldverein ist der älteste Gebirgs- und Wanderverein in Deutschland. Er entstand 1934 aus dem Zusammenschluss des 1864 in Freiburg im Breisgau gegründeten Badischen Schwarzwaldvereins und des 1884 in Stuttgart gegründeten Württembergischen Schwarzwaldvereins.

## Geschichte

### Badischer Schwarzwaldverein
Der Badische Schwarzwaldverein wurde am 8. Juni 1864 als Badischer Verein von Industriellen und Gastwirten im Renzschen Felsenkeller in Freiburg gegründet. 1880 zählte man 500 Mitglieder. Bedeutenden Zuwachs erhielt der Verein während der Präsidentschaft von Wilhelm Jakob Behaghel. 1892 fand eine Hauptversammlung in Todtnau statt. 1913 zählte der Verein 72 Sektionen mit 12.000 Mitgliedern. Im Gründungsjahr beauftragte der Badische Schwarzwaldverein Carl Wilhelm Schnars mit der Abfassung eines Schwarzwaldführers, der bis 1928 zahlreiche Auflagen erlebte. Er gab ein Kartenwerk mit 11 Blättern heraus, weiter die Monatsblätter des Badischen Schwarzwaldvereins; ebenso das Liederbuch des Badischen Schwarzwaldvereins, mit dem bekannten Volkslied O Schwarzwald, o Heimat von Ludwig Auerbach.

### Württembergischer Schwarzwaldverein
Der Württembergische Schwarzwaldverein wurde am 23. November 1884 im Restaurant Zach in Stuttgart gegründet. Erster Vorsitzender war Freiherr von Bätzner. Treibende Kraft war der Baurat Rheinhard, der 1. Vorsitzende von 1887 bis 1889. Sein Arbeitsgebiet war von Anfang an der württembergische Anteil des Schwarzwalds mit seinem Vorland bis zum Neckar. Insbesondere oblag ihm die Betreuung des 1903 eingerichteten Ostwegs von Pforzheim nach Schaffhausen, während der Mittelweg und der Westweg vom Badischen Schwarzwaldverein betreut wurden. Der Verein bestand bei seiner Fusion mit dem Badischen Schwarzwaldverein im Jahre 1934 aus 58 Ortsgruppen. Die Mitgliederzahl betrug 1913 11.500, der Jahresbeitrag 3 Mark. Vom Württembergischen Schwarzwaldverein wurden der Schwarzwaldführer von Julius Wais (1909) mit mehreren Neuauflagen, die Monatsblätter „Aus dem Schwarzwald“ (seit 1893), die Neue Karte des Württembergischen Schwarzwalds in neun Blättern, eine Höhenschichtkarte im Fünffarbendruck (die erste Karte des Württembergischen Vereins 1886, sieben Jahre vor der ersten Karte des Badischen Vereins), das Liederbuch des Württembergischen Schwarzwaldvereins und verschiedene weitere Publikationen herausgegeben.

### Fusion
Ein erster Versuch des Zusammenschlusses beider Vereine scheiterte im Jahre 1906. Die Vereinigung erfolgte schließlich 1934 nach einer Anordnung des Reichswanderführers, nach der in jedem Landschaftsgebiet nur ein Wanderverein bestehen dürfe. Erster Präsident des fusionierten Schwarzwaldvereins wurde Hans Schneiderhöhn, der vorher schon dem badischen Schwarzwaldverein vorstand.

### Zeit des Nationalsozialismus
Eine erste Auseinandersetzung mit der Rolle des Schwarzwaldvereins im Nationalsozialismus veröffentlichte 1997 Wolf Hockenjos, Sohn des früheren Präsidenten Fritz Hockenjos. Anhand zahlreicher Originalzitate aus den in der NS-Zeit erschienenen Heften der Vereinszeitschrift Der Schwarzwald konnte er zeigen, dass insbesondere der damalige Schriftleiter Emil Imm dort von 1933 an „unverhohlen nationalsozialistische Propaganda machte“. Wolf Hockenjos hat auf das Treuebekenntnis hingewiesen, welches der Badische Schwarzwaldverein 1933 unter Verantwortung seines Präsidenten Hans Schneiderhöhn in Form einer vom Hauptausschuss einstimmig gefassten Entschließung abgegeben hat: „Es ist deshalb für ihn [den Verein] eine Selbstverständlichkeit, sich bewusst und freudig hinter die Regierung der Nationalen Erhebung zu stellen. ... Der Verwaltungsausschuß hat festgestellt, daß alle seine Mitglieder sich zu den Grundsätzen der nationalen Regierung bekennen. Er hat die Ortsgruppenvorstände aufgefordert, die gleiche Feststellung zu treffen und nötigenfalls Neuwahlen vorzunehmen.“
In der Reihe „Freiburger Vereine, Verbände und Kirche in der Zeit des Nationalsozialismus“ der Landeszentrale für politische Bildung beteiligte sich der Verein am „Web-Talk“, der am 10. November 2021 online stattfand und öffnete sich damit der Aufarbeitung seiner Geschichte zwischen 1933 und 1945. Der Verein wurde 1933 wie alle anderen Vereine und Verbände in Hitler-Deutschland gleichgeschaltet. NS-Treue an der Spitze war Bedingung, um als Verein weiterbestehen zu können. Der Umgang des Vereins mit jüdischen und regimekritischen Mitgliedern ist völlig unbekannt, zumal sie in der Regel den Ortsgruppen angehörten. Nach derzeitigem Forschungsstand war der damalige Präsident Hans Schneiderhöhn weder in der NSDAP, SA oder SS. Er durfte nach dem Krieg an der Uni nahtlos weiter lehren. Auch der Verein bekam von den französischen Besatzern schnell die Wiederzulassung.

## Aktivitäten

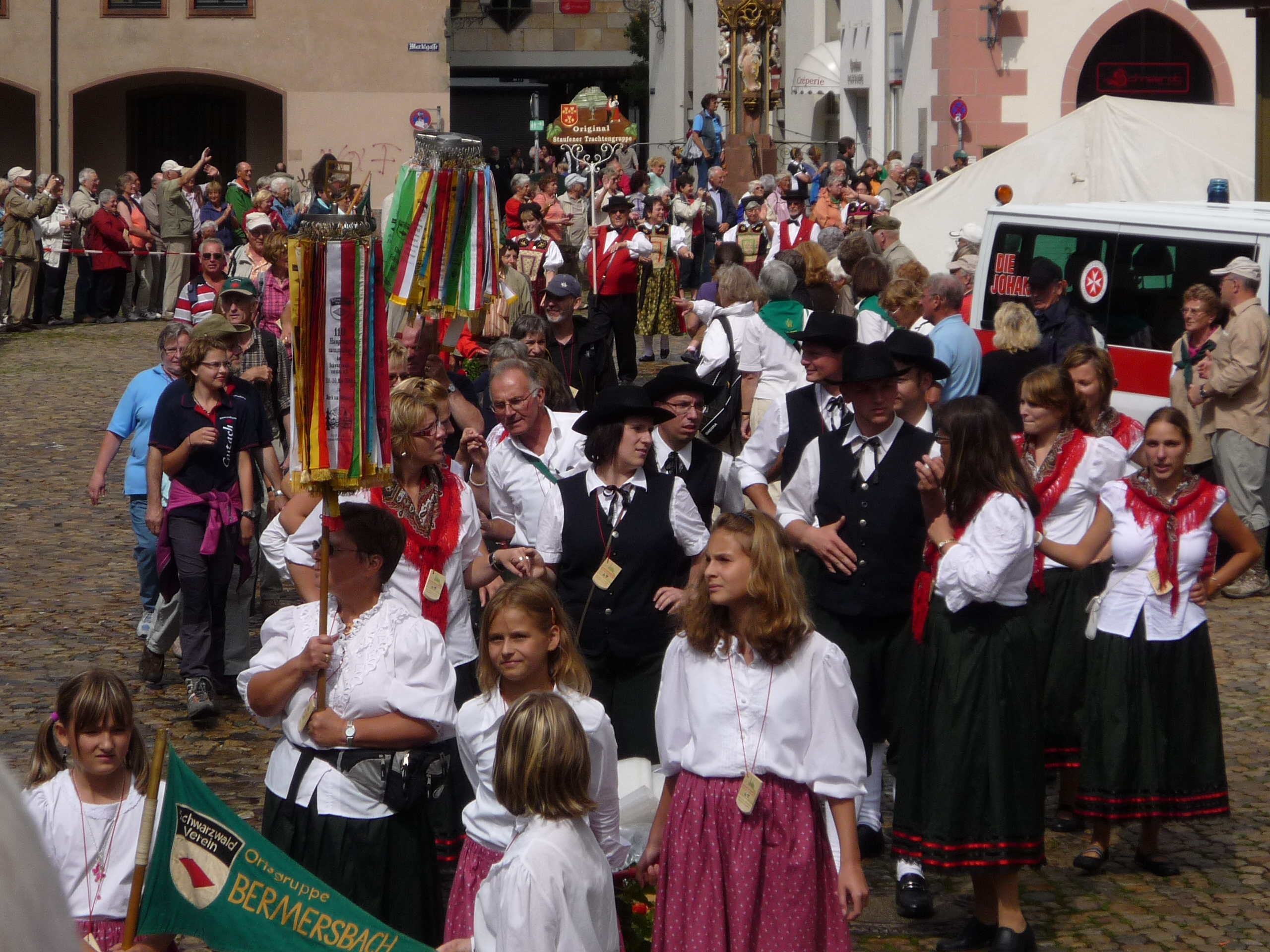
Festumzug beim Deutschen Wandertag 2010 in Freiburg

Aktivitäten des Schwarzwaldvereins sind Wanderwegemarkierung und -pflege, Wander- und Natursportangebote, Naturschutz, Heimatpflege, sowie Familien- und Jugendarbeit im Schwarzwald. Der Verein betreibt 22 Wanderheime, in denen jährlich etwa 30.000 Wanderer übernachten.
Im Jahre 2010 hat der Schwarzwaldverein den 110. Deutschen Wandertag in Freiburg ausgerichtet. 2014 feierte der Verein sein 150. Gründungsjubiläum unter dem Motto „150 Jahre wegweisend“. im Jahr 2016 startete der Verein den Organisationsentwicklungsprozess „Schwarzwaldverein 2030“.

### Publikationen
Der Verein gibt seit 1928 die Zeitschrift Der Schwarzwald : die Zeitschrift des Schwarzwaldvereins heraus. Sie erscheint vierteljährlich im Februar, Mai, August und November. Bis auf die jeweils aktuelle Ausgabe sind die Hefte (ab Heft 1/2014) auf der Homepage des Schwarzwaldvereins als PDF-Datei abrufbar.

## Organisation
Der Schwarzwaldverein besteht aus dem Hauptverein (vollständiger Name Schwarzwaldverein – Hauptverein – e. V.), dessen Mitglieder mehr als 200 selbständige Ortsvereine sind. Die Ortsvereine sind in 16 Bezirken und vier Regionen  organisiert und hatten 2021 insgesamt 65.000 Mitglieder. Dem Präsidium des Hauptvereins gehören vier Mitglieder an; Präsident ist seit 2019 Meinrad Joos, ehemaliger Forstpräsident im Regierungsbezirk Freiburg. Neben dem Präsidium gibt es einen Vorstand mit Vertretern aus Regionen und Fachbereichen, und die hauptamtlich besetzte Hauptgeschäftsstelle. Sitz des Hauptvereins ist Freiburg im Breisgau, er ist in das Vereinsregister des dortigen Amtsgerichts eingetragen (VR 452).

## Präsidenten
| Amtszeit  | Name                |
| --------- | ------------------- |
| 1934–1945 | Hans Schneiderhöhn  |
| 1950–1952 | Matthias Callenberg |
| 1952–1956 | Maximillian Matt    |
| 1956–1965 | Karl Asal           |
| 1965–1970 | Walter Schweigler   |
| 1970–1979 | Fritz Hockenjos     |
| 1979–1990 | Hermann Person      |
| 1990–2013 | Eugen Dieterle      |
| 2013–2019 | Georg Keller        |
| 2019–     | Meinrad Joos        |

Eugen Dieterle (1939–2025), 23 Jahre Präsident des Vereins und von 2003 bis 2017 Vorstandsmitglied des Verbands Deutscher Gebirgs- und Wandervereine, wurde 2013 zum Ehrenpräsidenten ernannt. In die Zeit seiner Präsidentschaft fielen unter seiner maßgeblichen Mitwirkung die gemeinsam mit dem Schwäbischen Albverein vorgenommene Gründung der Heimat- und Wanderakademie Baden-Württemberg und die des Naturschutzzentrums Südschwarzwald. Für seine auch überregional wahrgenommenen Verdienste erhielt Dieterle neben zahlreichen weiteren Auszeichnungen und Ehrungen 2002 den Verdienstorden des Landes Baden-Württemberg und er wurde 2015 mit dem Bundesverdienstkreuz am Bande ausgezeichnet.

## Wanderwegsbetreuung

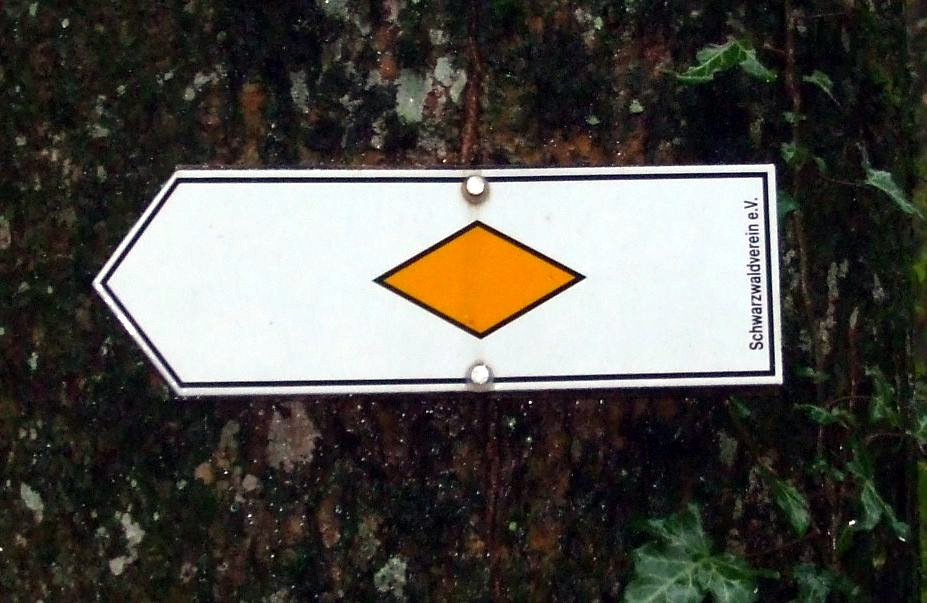
Wanderwegemarkierung des Schwarzwaldvereins

Der Schwarzwaldverein betreut ein Netz von Wanderwegen mit einer Länge von mehr als 24.000 km, mit rund 15.000 Wegweiserstandorten in über 300 Gemeinden, das sich über den gesamten Schwarzwald und seine angrenzenden Regionen erstreckt. Über den Schwarzwald hinaus ist der Verein auch für die Wanderwege im westlichen Bodenseeraum zuständig, die im (früher) badischen Gebiet liegen.
Die Anbringung und Kontrolle der Markierung wird ausschließlich von Ehrenamtlichen erledigt. Die sogenannten Hauptwanderwege (Westweg, Mittelweg und Ostweg) verlaufen in Nord-Süd-Richtung; hinzu kommen in dieser Richtung noch der Kandelhöhenweg und der Ortenauer Weinpfad im Westen sowie der Gäurandweg im Osten. Die „Querwege“ verlaufen in Ost-West-Richtung: Querweg Gengenbach–Alpirsbach, Querweg Rottweil–Lahr, Querweg Freiburg–Bodensee, Hotzenwaldquerweg und andere. In den 1990er Jahren kam ein Fernradweg (Schwarzwald-Radweg) hinzu, der in Karlsruhe beginnt, abschnittsweise parallel zum Westweg verläuft und in Lörrach endet. Die jüngsten Fernwanderwege, die durch den Schwarzwaldverein mitbetreut werden, sind der Albsteig Schwarzwald (2017) und der Wasserweltensteig (2019) im Südschwarzwald.
Alle Wege sind mit einer Raute gekennzeichnet. Regionale Wanderwege sind mit einer blauen Raute markiert, örtliche mit einer gelben Raute. Die Fernwanderwege sind mit unterschiedlichen Rauten gekennzeichnet.

## Auszeichnungen
Der Hauptverein wurde zusammen mit dem Schwäbischen Albverein am 20. September 2017 vom Tourismus-Verband Baden-Württemberg als „Vorreiter eines nachhaltigen Tourismus“ mit der Verdienstmedaille ausgezeichnet.
Die folgenden Ortsgruppen des Schwarzwaldvereins erhielten seit 1987 die Eichendorff-Plakette:
- 1987 Ortsgruppe Alpirsbach[24]
- 1996 Ortsgruppe Dornstetten[25]
- 1997 Ortsgruppe Dornhan[26]
- 1998 Ortsgruppe Bernau[27]
- 1999 Ortsgruppe Karlsruhe[28]
- 2002 Ortsgruppe Bietigheim-Bissingen[29]
- 2002 Ortsgruppe Lenzkirch[30]
- 2005 Ortsgruppe Elzach[24]
- 2006 Ortsgruppe Weil der Stadt[31]
- 2009 Ortsgruppe Albbruck[32]
- 2010 Ortsgruppe Bonndorf[33][34]
- 2010 Ortsgruppe St. Blasien[35]
- 2012 Ortsgruppe Calw[36]
- 2013 Ortsgruppe Sindelfingen[37][38]
- 2013 Ortsgruppe Singen (Hohentwiel)[38]
- 2013 Ortsgruppe St. Georgen[38][39]
- 2016 Ortsgruppe Engen[40]

## Jugend im Schwarzwaldverein
Die Jugend im Schwarzwaldverein ist eine eigenständige Jugendorganisation des Schwarzwaldvereins mit zirka 11.000 Mitgliedern. Zu ihr zählen alle Mitglieder des Vereins bis zum 27. Lebensjahr. Veranstaltungen werden auf verschiedenen Ebenen durchgeführt. Einige Ortsgruppen bieten Gruppenstunden, Ausflüge, Freizeiten und vieles mehr an. Die Bezirke veranstalten Bezirkszeltlager und Fortbildungen für ihre Jugendleiter vor Ort. Auf der Hauptvereinsebene werden größere Freizeiten, erlebnispädagogische Maßnahmen und Fortbildungen für Mitglieder und Nichtmitglieder angeboten.